# Fnac Darty
Fnac Darty est une entreprise française spécialisée dans la distribution de matériel électroménager, électronique et de produits culturels. La reprise de Darty par la Fnac en 2016 a donné naissance à un leader européen de la distribution omnicanale.
Fnac Darty, avec ses enseignes Fnac, Darty, Vanden Borre et Mistergooddeal, a réalisé, en 2018, 7,4 milliards d'euros de chiffre d'affaires consolidé, rassemble près de 25 147 employés et possède plus de 780 magasins dans douze pays.

## Historique

### Origines de Darty
Les Établissements Darty et Fils sont créés en 1957 par trois frères, Natan, Marcel et Bernard Darty (1934–2018), des commerçants en textile Porte de Montreuil, à Paris,. L'entreprise se fait connaître pour son « Contrat de Confiance » et par sa dimension nationale dans les années 1970.
En 1993, Darty est racheté par le groupe britannique Kingfisher et intègre en 1994 à sa filiale européenne Kingfisher Electricals, qui regroupe toutes les enseignes spécialisées en électrodomestique du groupe. En 2003, le groupe se sépare de sa filiale européenne Kingfisher Electricals qui regroupe alors les magasins français BUT et Darty, britanniques Comet (en), belges Vanden Borre, néerlandais BCC et tchèques Datart. La nouvelle entité est alors renommée Kesa Electricals.
En 2004, l'entreprise compte 200 magasins en France et au Luxembourg, et plus de 10 000 salariés. Elle poursuit son développement à l'international et s'implante en Italie en 2004, en Suisse en 2005 et en Turquie en 2007[réf. nécessaire]. En 2007, elle rachète l'enseigne Menaje del Hogar en Espagne et au Portugal qui est rebaptisée Darty en 2010.
Kesa Electricals se sépare par la suite de nombreuses enseignes : BUT en 2008 qui est revendu au consortium français Decomeubles Partners, ses quatre magasins ouverts en Suisse en juillet 2009 revendus au groupe Coop, le réseau de magasins Comet au Royaume-Uni cédé au groupe Hailey en 2011, ses magasins en Espagne en avril 2013 et ses magasins luxembourgeois en juin revendus à HIFI international pour ces derniers.
Le 31 juillet 2012, le groupe Kesa Electricals fait le choix de changer de nom pour celui de Darty Plc. En avril 2014, le Groupe Darty finalise le rachat de 100 % du capital de Mistergooddeal auprès du Groupe M6.

### Origines de la Fnac
La Fnac a été fondée en France en octobre 1954 par Max Théret, rejoint ensuite par André Essel. Le sigle FNAC signifie alors « fédération nationale d'achats des cadres ».
La Fnac est rachetée en 1985 par la GMF, elle sera finalement cédée en 1994 à François Pinault pour PPR (devenu Kering en 2013). En avril 2013, Kering réalise une scission de la Fnac avec distribution des titres de sa filiale sous forme de distribution de dividendes en titres (« spin-off » dans le langage boursier) avant sa mise en bourse.

### Propositions de rachat
En septembre 2015, le groupe Fnac, présidé par Alexandre Bompard, propose au conseil d'administration de Darty le rachat du groupe pour un montant de 720 millions d'euros. Le 6 octobre de la même année, les actionnaires des deux groupes parviennent à un accord.
Cependant, le 2 mars 2016, Conforama présente une contre-offre pour 125 pence par titre en cash (contre 105 pence, essentiellement en titres pour la Fnac) susceptible d'intéresser les actionnaires et notamment les fonds d'investissement présents au capital de Darty. Le 16 mars 2016, le conseil d'administration de Darty recommande donc l'offre de Conforama. Les offres et contre-offres de la Fnac et de Conforama se bousculent.
Finalement, le 26 avril 2016, Conforama abandonne et la Fnac remporte le duel en annonçant contrôler 51 % du capital du groupe Darty, le valorisant à près de 1,2 milliard d'euros.
Le 18 juillet 2016, l’Autorité de la Concurrence autorise l'acquisition de Darty par la Fnac, à condition que la Fnac cède six magasins en région parisienne, nait ainsi le groupe Fnac Darty.

### Liens avec Indexia
En février 2018, la Société française d’assurances multirisques (Sfam) devenue Indexia Group, fondée par le milliardaire Sadri Fegaier devient le deuxième actionnaire du groupe Groupe Fnac Darty.
Le 30 août 2018, l'UFC-Que chosir annonce porter plainte pour « pratiques commerciales trompeuses »,. L'entreprise SFAM se voit infliger en juin 2019 une amende de 10 millions d'euros pour « pratiques commerciales trompeuses ».
Les clients achetant un téléphone dans un magasin FNAC se voyaient en effet proposer une offre de remboursement de 30 euros, ce qui les amenait à laisser leurs coordonnées bancaires pour pouvoir en profiter, signant sans le savoir un contrat d'assurance mêlé aux documents. Celui-ci les engageait alors pour un an à payer 15,99 euros par mois, les mensualités passant ensuite à 37,99 euros, les clients ne se rendant souvent compte de la situation que plusieurs mois après.
Les vendeurs d'enseignes de distribution spécialisées auraient également été incités par leur hiérarchie à placer un maximum de ce type d'assurances très lucratives pour l’enseigne de distribution. Des vendeurs de la Fnac et d’autres distributeurs dénoncent ainsi la pression qu’ils subissent au quotidien pour vendre les produits d'assurance de la Sfam. 
Le 1er avril 2019, la Fnac cesse sa collaboration avec l'entreprise[réf. nécessaire] qui reste son deuxième actionnaire.

### Fnac Darty
Fin août 2018, le groupe allemand Ceconomy, premier actionnaire de Fnac Darty depuis l'été 2017, devait lancer une offre de rachat de 2,7 milliards d'euros sur Fnac Darty. Mais ses difficultés commerciales rencontrées durant l'été l'ont poussé à renoncer.
Le 16 avril 2019, le groupe annonce vouloir racheter le groupe Nature et Découvertes avec lequel il est entré en négociations exclusives. Le groupe justifie cette orientation à travers un communiqué où il explique vouloir « renforcer son offre de produits autour des segments du bien-être et de la consommation engagée de produits naturels »,.
Au premier trimestre 2019, grâce à une croissance soutenue du commerce en ligne, le groupe enregistre une hausse de 1,7 % de son chiffre d'affaires à 1,715 milliard d'euros.
En avril 2020, confronté à la crise sanitaire liée à la pandémie mondiale de Covid-19, Fnac-Darty est la première entreprise française à recourir à un prêt garanti par l'État (PGE) d'un montant de 500 millions d'euros.
Le 16 mars 2021, la direction annonce le remboursement intégral du PGE d'un montant de 500 millions d'euros.
Le 30 avril 2021, une centaine de salariés se rassemble devant le siège de Fnac-Darty afin de demander de meilleures conditions de travail à la direction.
En juillet 2021, Mediapart révèle qu'une information judiciaire a été ouverte contre Fnac-Darty pour "blanchiment d'infractions commises en bande organisée". Certains magasins situés à proximité de Paris auraient perçu de l'argent liquide au-delà des plafonds autorisés pour de l'achat de matériel. La direction du groupe reconnaît l'existence des perquisitions et indique en avoir été à l'origine en contactant le procureur de la république de Paris après avoir constaté des irrégularités au sein d'une de ses filiales.
En 2022, Fnac Darty termine l'année dans le rouge avec une perte nette de 32 millions d'euros, plombée par une condamnation au Royaume-Uni qui a coûté 101,7 millions d'euros.
En avril 2023, le groupe annonce l'acquisition de MediaMarkt, entreprise située sur un segment similaire à Darty au Portugal.
En juillet 2024, Fnac Darty annonce l'acquisition d'Unieuro, une entreprise italienne sur un segment similaire, valorisé à 249 millions d'euros.

## Identité visuelle (logo)
À partir de l'été 2014, le groupe Darty utilise le logo de son enseigne Darty pour sa communication.
Le logo Fnac Darty est réalisé en 2016 par l'agence de communication visuelle Seenk et garde le nom et les couleurs des deux marques : le rouge de Darty et le jaune de la Fnac.

Logo de Kesa Electricals de 2003 à 2012.
Logo du groupe Darty de l'automne 2012 à l'été 2014.
Logo de l'enseigne Darty et du groupe Darty de 2014 à 2016.
Logo de la Fnac.
Logo de Fnac Darty depuis 2016.

## Activités
L'activité du groupe s'organise autour de 4 pôles :
- la distribution de produits culturels, informatiques et électroniques grand public : livres, jouets, consoles de jeux, disques de musique, téléphones, produits informatiques (ordinateurs, tablettes, périphériques, logiciels, etc.), produits hi-fi (télévisions, chaînes hi-fi, lecteurs et enregistreurs de DVD), appareils photos et caméscopes, baladeurs MP3, films DVD, appareils électroménagers, etc. L'activité est assurée à travers un réseau de magasins (780 points de vente fin 2018, dont 571 en France et Suisse) et par le biais d'Internet ;
- la vente de services de développement de photos ;
- la distribution de billets de spectacles : concerts, pièces de théâtre, opéras, expositions, cirques, musées, etc. ;
- la vente de voyages (Fnac Voyages).

Le groupe réalise 78,1 % de son chiffre d'affaires en France et en Suisse, contre 12,5 % au Benelux et 9,4 % dans la Péninsule Ibérique.

### Chaînes de magasins
Le groupe possède 1045 magasins dans le monde sous ses différentes marques (Fnac et Darty entre autres) dont :
- 880 magasins en France et Suisse :
  - 296 Fnac
  - 484 Darty (292 succursales et 192 franchises)
  - 99 Nature & Découvertes (91 succursales et 8 franchises)
  - 1 magasin Fnac Darty France
- 165 magasins dans le monde :
  - 70 Fnac dans la Péninsule Ibérique
  - 84 Fnac en Belgique et au Luxembourg
  - 3 Fnac au Maroc
  - 2 Fnac au Qatar[37]
  - 2 Fnac en Côte d’Ivoire
  - 1 Fnac au Congo[38]
  - 1 Fnac au Cameroun[38]
  - 2 Fnac et 2 magasin Darty en Tunisie[39],[40]

### Régie publicitaire
En septembre 2021, FNAC-DARTY lance My Retailink, une plateforme destinée aux professionnels qui permet l'accès à des données et à l'activation media. En beta test pendant l'été 2021, l'enseigne propose un outil qui intègre ses données clients dans un objectif marketing à destination des marques,.

## Organisation

### Capital
Avant le rachat par la Fnac en 2016, les principaux actionnaires du groupe Darty étaient Knight Vinke (18 %), Capital Research and Management Company (filiale de The Capital Group Companies) (12,07 %), Standard Life Investments (filiale de Standard Life) (7,24 %), Aviva (4,98 %), Axa (4,84 %), BlackRock Investment Management (4,76 %), Aberdeen Asset Management (4,74 %), Legal & General (4,06 %), Norges Bank Investment Management (3,02 %).
Le Groupe Darty était coté à la bourse de Londres sous le code DRTY.
En juillet 2017, Artémis cède sa participation de 24,33 % dans le groupe Fnac Darty à Ceconomy, la division d'équipements électroniques du groupe allemand de distribution Metro.
En février 2018, le fonds Knight Vinke cède ses 11 % de participation dans le groupe Fnac Darty à la Société française d'assurances multirisques, société de courtage en assurances.
Le troisième actionnaire est Vivendi avec 11 % du capital.

### Actionnaires
Liste de principaux actionnaires au 23 mai 2025,.
| Nom                          | Actions   | %      |
| Vesa Equity Investment       | 8 375 767 | 28,22% |
| CECONOMY AG                  | 6 501 845 | 21,9%  |
| GLAS SAS                     | 3 026 422 | 10,2%  |
| Auto-détention               | 680 552   | 2,29%  |
| Actionnariat salarié         | 633 892   | 2,14%  |
| Cobas Asset Management       | 1 023 758 | 3,45%  |
| HMG Finance SA               | 231 030   | 0,78%  |
| Dorval Asset Management      | 228 389   | 0,77%  |
| Financière de l'Échiquier SA | 78 123    | 0,26%  |
| Kirao SAS                    | 41 400    | 0,14%  |
| Autres                       | 8 861 068 | 29,85% |

## Lobbying
En 2011, le groupe quitte le Syndicat des Distributeurs de Loisirs Culturels, et dispose en interne d'une direction des relations institutionnelles, laquelle est chargée de toutes les questions de lobbying et de communication. En 2015, Alexandre Bompard le PDG du groupe organise un lobbying lui permettant d'obtenir l'ouverture dominicale de ses magasins, contre la position des syndicats de l'entreprise. En 2019, le poste de responsable des affaires publiques du groupe est confié à Claire Piérot-Bichat, ancienne lobbyiste pour Philip Morris. Le groupe Fnac Darty est membre de la Fédération du commerce et de la distribution, qui entend mener un « lobbying de combat » au service des grandes enseignes.
Fnac Darty est inscrit depuis 2018 au registre de transparence des représentants d'intérêts auprès de la Commission européenne, et déclare en 2022 pour cette activité des dépenses annuelles d'un montant inférieur à 10 000 euros.
Fnac Darty déclare à la Haute Autorité pour la transparence de la vie publique exercer des activités de lobbying en France pour un montant qui n'excède pas 500 000 euros sur l'année 2022.

## Enquête en cours pour transactions frauduleuses et blanchiment
Selon des informations publiées par Mediapart, le groupe fait l'objet d'une enquête concernant des activités illicites de ventes de produits contre de l'argent liquide. Ce média a collecté plusieurs témoignages d'anciens salariés du groupe qui ont été évincés et ont perdu leur emploi, en lien avec le fait qu'étant témoin de ces pratiques illicites, ils les avaient signalées sans succès à leur hiérarchie.